# Distretto di Nakatsugaru
Il distretto di Nakatsugaru (中津軽郡?, Nakatsugaru-gun) è uno dei distretti della prefettura di Aomori, in Giappone.
Attualmente fa parte del distretto solo il comune di Nishimeya.
| Controllo di autorità | VIAF (EN) 139986562 · LCCN (EN) nr91029721 · J9U (EN, HE) 987007538279605171 · NDL (EN, JA) 00406690 |